# Paulanerkloster Amberg

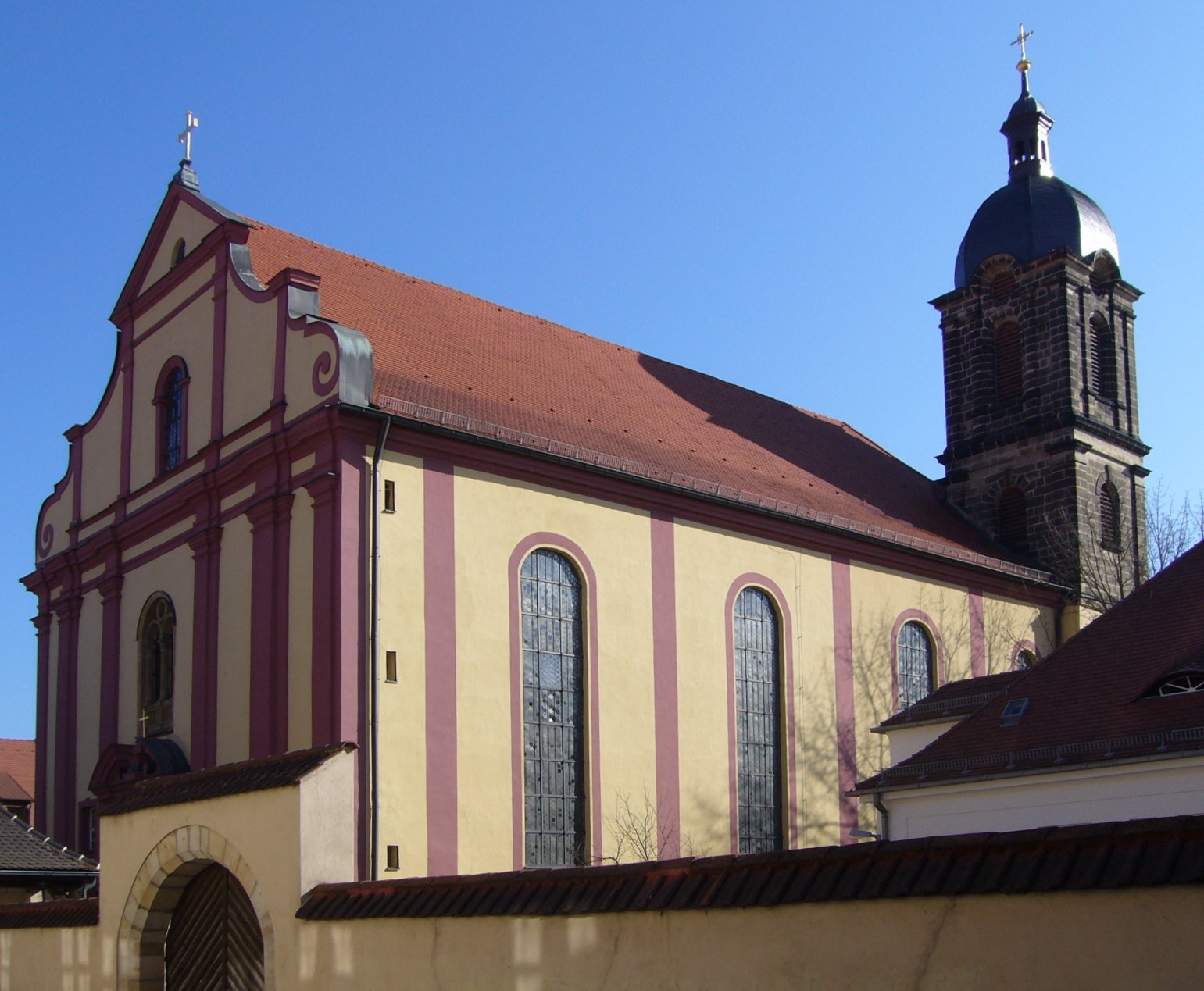
Die ehemalige Klosterkirche, heute evangelisch-lutherische Pfarrkirche

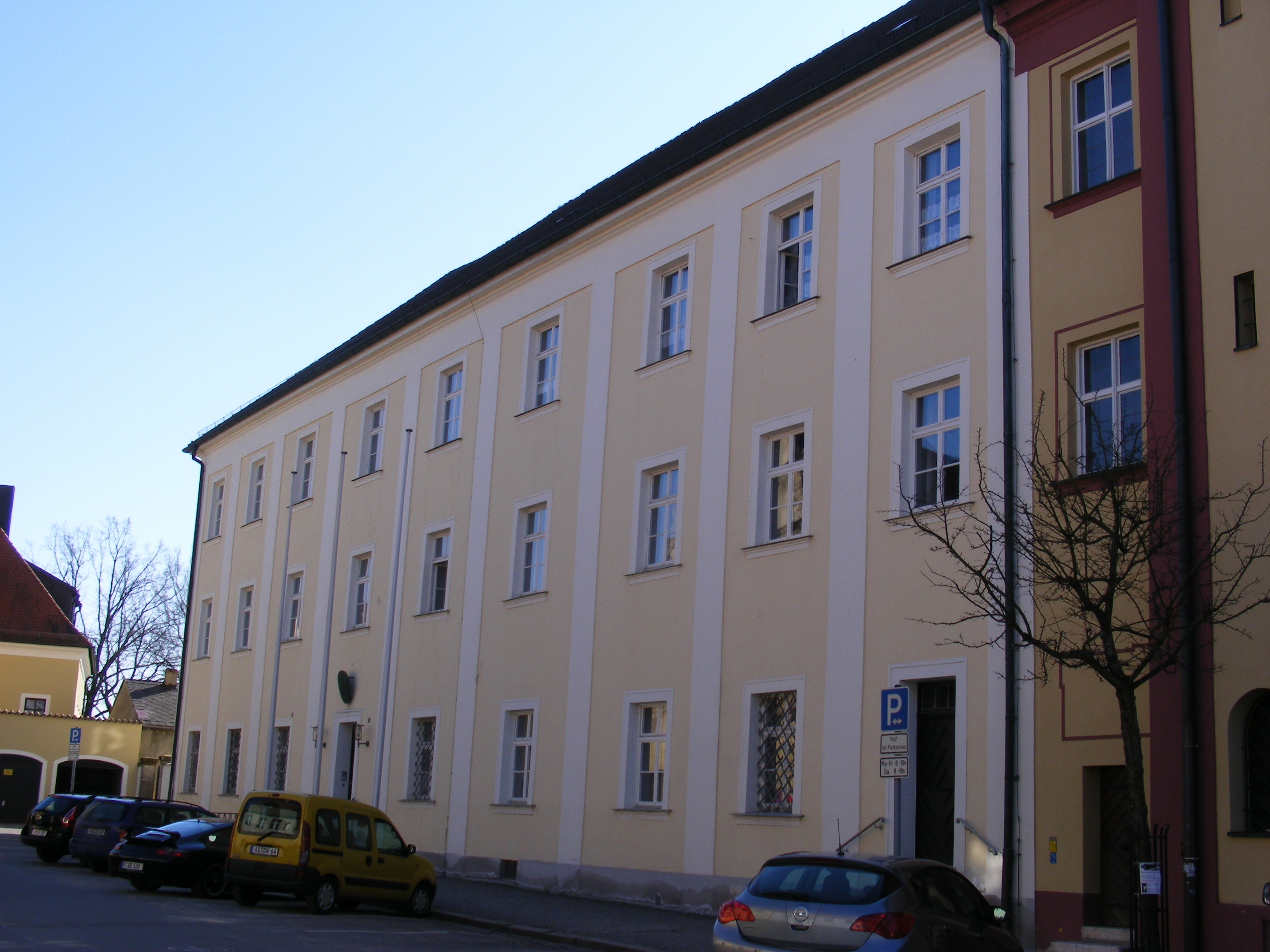
Das ehemalige Klostergebäude, heute Teil des Amtsgerichts Amberg

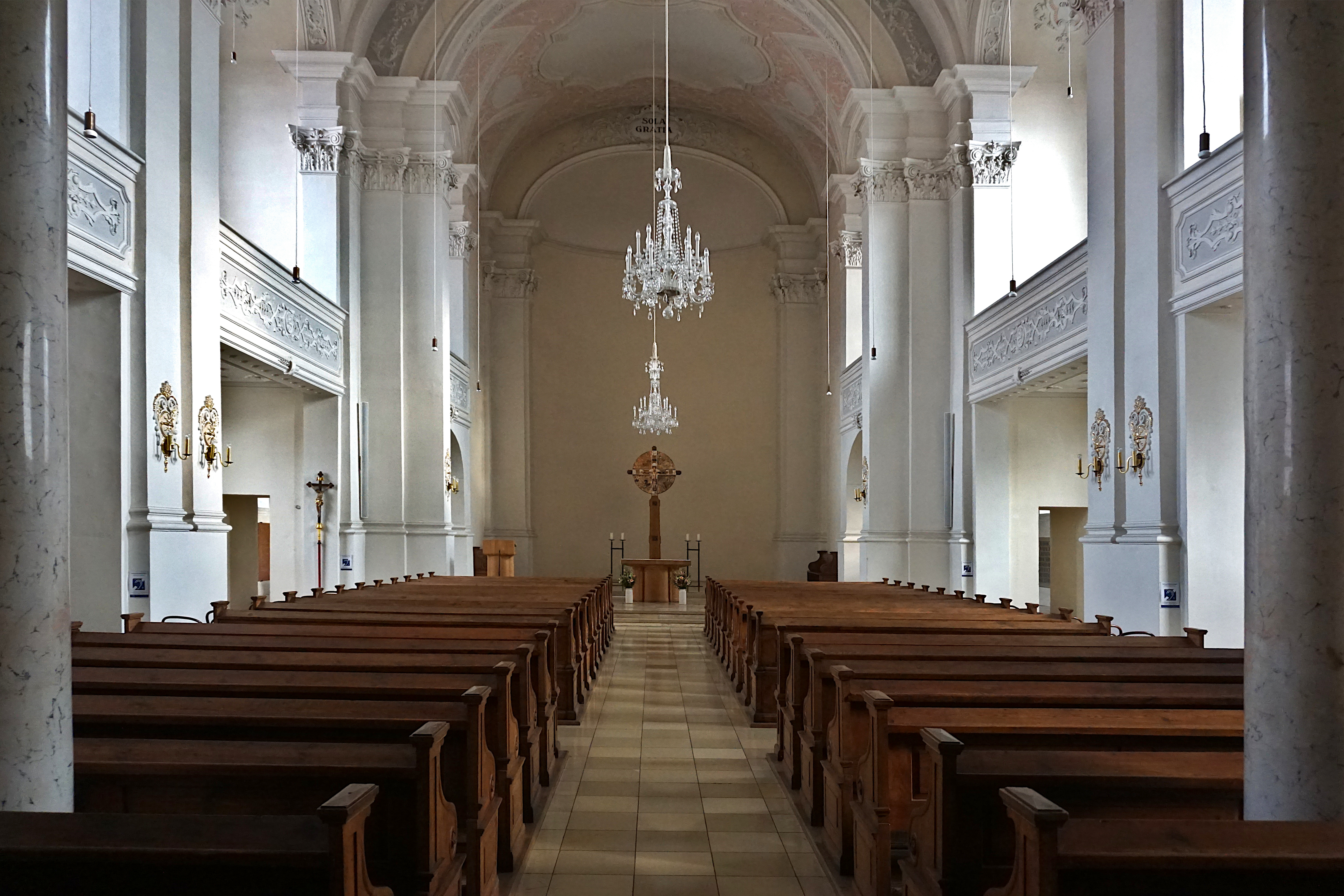
Der Innenraum der Klosterkirche

Das Paulanerkloster Amberg ist ein ehemaliges, ursprünglich dem Hl. Joseph geweihtes, Kloster der Paulaner in Amberg in Bayern in der Diözese Regensburg.

## Geschichte
Die Paulaner kamen auf Bitten von Kurfürst Maximilian 1627 zuerst in München  bzw. in Neudeck an der Au an. 1638 übernahmen einige von ihnen auf Anordnung des Fürsten auch die Seelsorge in Neunburg vorm Wald. Hier ergaben sich bald Beschwerden über deren Lebens- und Amtsführung und auf Initiative der Kürfürstenwitwe Maria Anna konnte die Translation von zuerst drei Patres nach Amberg erreicht werden.
1652 kam es zur Gründung eines Klosters in Amberg; hier konnten sie als Unterkunft das sog. Metzberger’sche Haus erwerben, sie bekamen auch ein Fischwasser und eine Wasserleitung vom Schloss. Die Anerkennung als Kloster erfolgte erst 1671. Erst 1692 konnte man nach dem Erwerb einiger Bürgerhäuser mit dem Bau eigener Klostergebäude beginnen. Die Leitung der Bautätigkeit wurde dem Amberger Baumeister Wolfgang Dientzenhofer (1648–1706) übertragen. Der Stuck im Refraktorium wurde von Paul d’Aglio geschaffen. Vermutlich noch nach seinen Plänen wurde von 1717 bis 1719 die Kirche im barocken Wandpfeilersystem errichtet; die Fundamente zur Kirche waren bereits 1709 gelegt worden, die Zerstörungen während des Spanischen Erbfolgekrieges hatten den Bau verzögert. Die feierliche Konsekration der Kirche fand erst am 29. August 1729 durch den Regensburger Weihbischof Gottfried Langwerth von Simmern statt. Am 1. August 1759 begannen die Paulaner auf Veranlassung ihres Vikars Pater Ivo Markels an die Kirche zwei Türme anzubauen.
Der pastorale Schwerpunkt der Tätigkeit der Paulaner lag in der Militärseelsorge. Daneben wurde eine Klosterbrauerei betrieben, was zu großen Verwerfungen mit der Stadt Amberg führte. Besondere Bedeutung hatte der Braumeister Valentin Stephan Still, der 1773 als Laienbruder in den Amberger Konvent eingetreten war, aber bereits im folgenden Jahr in das Kloster Neudeck nach München wechselte. Er ersann dort ein Starkbier, das zuerst unter der Bezeichnung Heilig-Vater-Bier und heute als Salvator von der Münchener Paulanerbrauerei gebraut wird. Das Gedenken an den tüchtigen Braumeister lebt in der Figur des Bruder Barnabas weiter, des Festredners bei der Starkbierprobe auf dem Nockherberg.
1803 wurde das Kloster im Zuge der Säkularisation aufgelöst. Damals waren nur mehr drei Patres und ein Laienbruder in dem Kloster; die Ex-Konventualen blieben in Amberg und widmeten sich weiterhin der Militärseelsorge. Die Bibliothek wurde sofort versteigert. Die Klosterbrauerei wurde 1803 von einem Amberger Braumeister Wingershof übernommen und privatwirtschaftlich weitergeführt; ab 1856 fungierte sie als städtisches Kommunbrauhaus. Die Klostergebäude wurden als Lazarett verwendet. Die Klosterkirche diente noch bis 1812 als Garnisonskirche, danach wurde sie profaniert und das Gebäude als Salzmagazin genutzt. Die beiden Kirchtürme wurden 1819 abgebrochen. 1850 wurde eine Zwischendecke in die Kirche eingezogen und der obere Teil der protestantischen Gemeinde als Gottesdienstraum überlassen. 1862 konnte die protestantische Gemeinde die gesamte Kirche für 12.000 Gulden als Pfarrkirche erwerben. Die übrigen Klosteranlagen beherbergten nach der Säkularisation ein Militärlazarett. 1925 wurden die Gebäude zum Amtsgericht umfunktioniert, welches bis heute hier untergebracht ist.

## Orgel

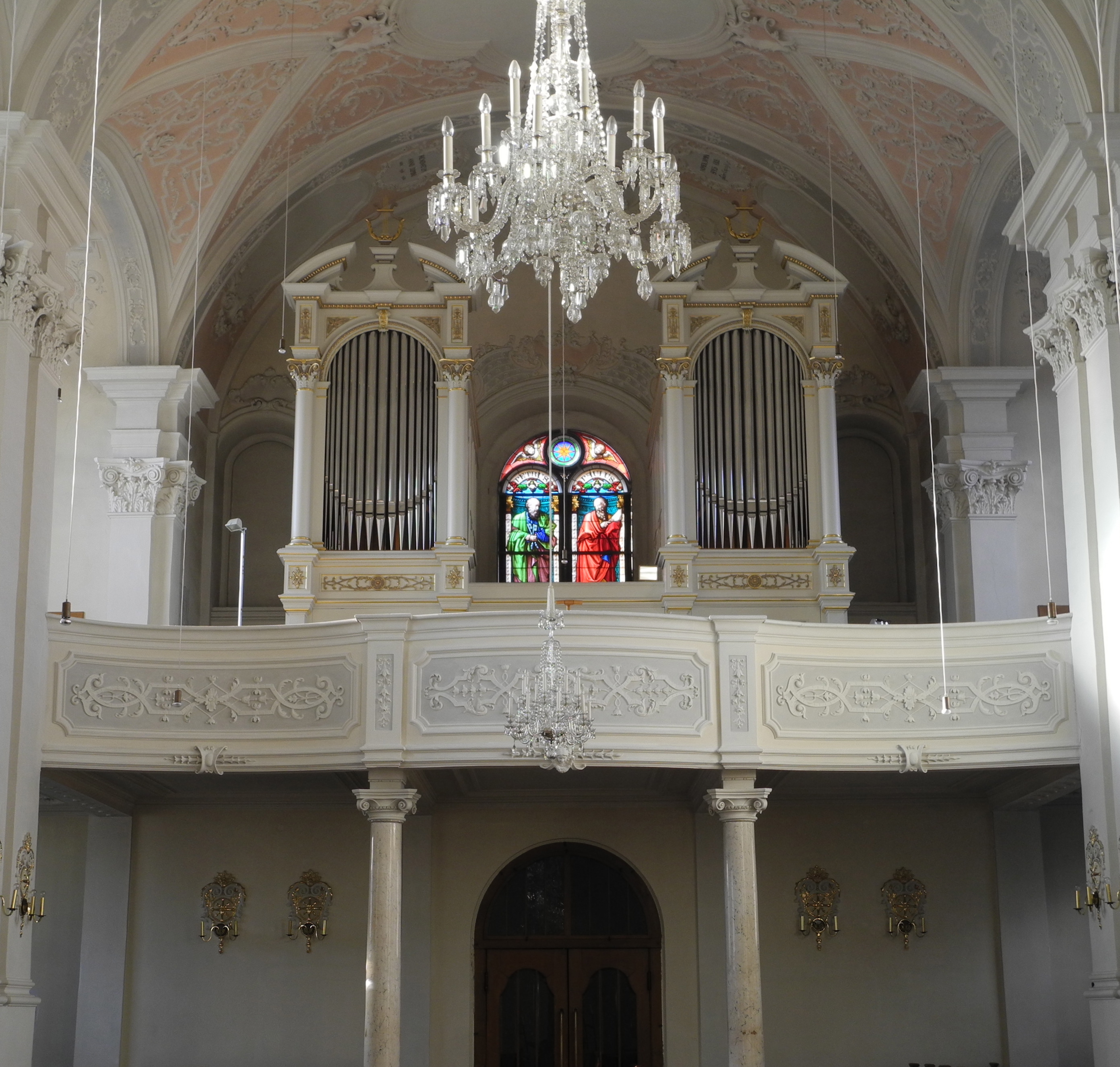
Pfeifenorgel 1988 (Hey), Gehäuse Steinmeyer 1889

1739 wird von einer Orgel in der Kirche berichtet, sie wurde in Folge der Säkularisation 1813 nach Dietkirchen verfrachtet und ist dort nicht erhalten. 1860 wurde eine Orgel mit 11 Registern von Ludwig Weineck vermeldet, sie wird 1889 an die Gefangenenanstalt verkauft. Im gleichen Jahr wurde Opus 378 von G. F. Steinmeyer & Co. (20/II/P) erworben, ein Werk mit mechanischer Kegellade. Das klassizistische Gehäuse ist bis heute erhalten. 1988 wurde eine neue Orgel von Hey Orgelbau (Urspringen/Rhön) angeschafft, sie hat mechanische Schleifladen und elektrische Registerbetätigung. 2010 erfolgte ein Umbau die Firma Münchner Orgelbau Johannes Führer. Dabei wurde eine neue Registertraktur eingebaut, kleine Dispositionsänderung im Pedal vorgenommen, dort Trompete 8' neu eingefügt, und das Instrument einer Nachintonation unterzogen.
Die Disposition der Hey-Orgel:
| I Hauptwerk C–g3 |                        |       |
| 1.               | Bourdon                | 16′   |
| 2.               | Principal              | 8′    |
| 3.               | Gedackt                | 8′    |
| 4.               | Viola da Gamba         | 8′    |
| 5.               | Octave                 | 4′    |
| 6.               | Spitzflöte             | 4′    |
| 7.               | Rohrnasat              | 2 ⁄3′ |
| 8.               | Superoctav             | 2′    |
| 9.               | Quinte                 | 1 ⁄3′ |
| 10.              | Mixtur V               | 1 ⁄3′ |
| 11.              | Trompete               | 8′    |
|                  | Tremulant, Zimbelstern |       |

| II Schwellwerk C–g3 |                 |        |
| 12.                 | Flöte           | 8′     |
| 13.                 | Dolce           | 8′     |
| 14.                 | Unda Maris      | 8′     |
| 15.                 | Ital. Principal | 4′     |
| 16.                 | Viola d’amore   | 4′     |
| 17.                 | Quinte          | 2 ⁄3′  |
| 18.                 | Flageolett      | 2′     |
| 19.                 | Terz            | 1 3⁄5′ |
| 20.                 | Plein Jeu VI    | 2′     |
| 21.                 | Fagott          | 16′    |
| 22.                 | Oboe            | 8′     |
| 23.                 | Clairon         | 4′     |
|                     | Tremulant       |        |

| III Positivwerk C–g3 |                |    |
| 24.                  | Gedeckt        | 8′ |
| 25.                  | Principal      | 4′ |
| 26.                  | Flöte          | 4′ |
| 27.                  | Doublette      | 2′ |
| 28.                  | Octave         | 1′ |
| 29.                  | Cornett V      | 8′ |
| 30.                  | Fourniture III | 1′ |
| 31.                  | Krummhorn      | 8′ |
|                      | Tremulant      |    |

| Pedal C–f1 |             |         |
| 32.        | Violon      | 16′     |
| 33.        | Subbass     | 16′     |
| 34.        | Quinte      | 10 2⁄3′ |
| 45.        | Octavbass   | 8′      |
| 36.        | Gedecktbass | 8′      |
| 37.        | Choralbass  | 4′      |
| 38.        | Bassflöte   | 4′      |
| 39.        | Posaune     | 16′     |
| 40.        | Trompete    | 8'      |